# Экономика Мальты

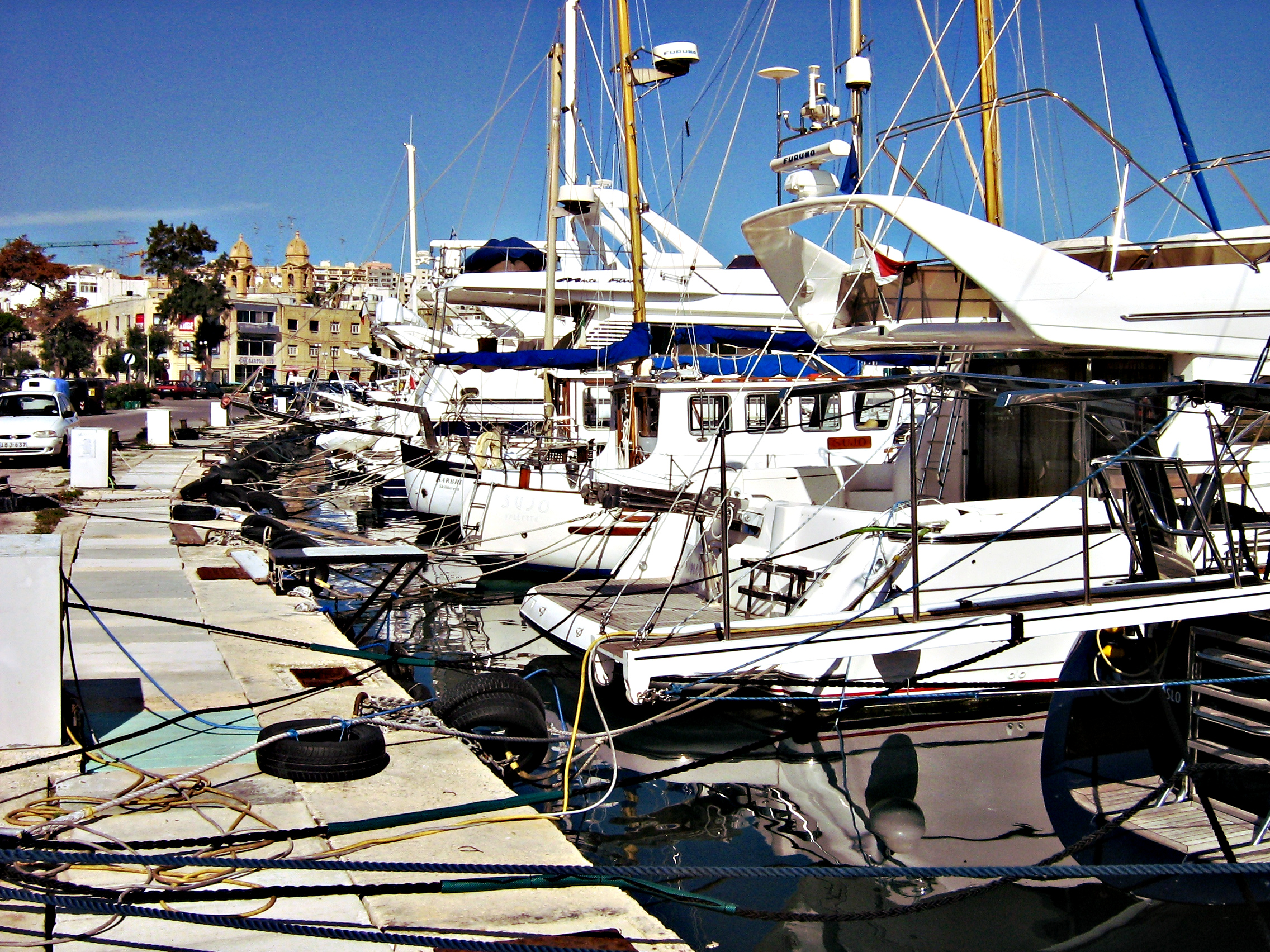
Причалы Валлетты

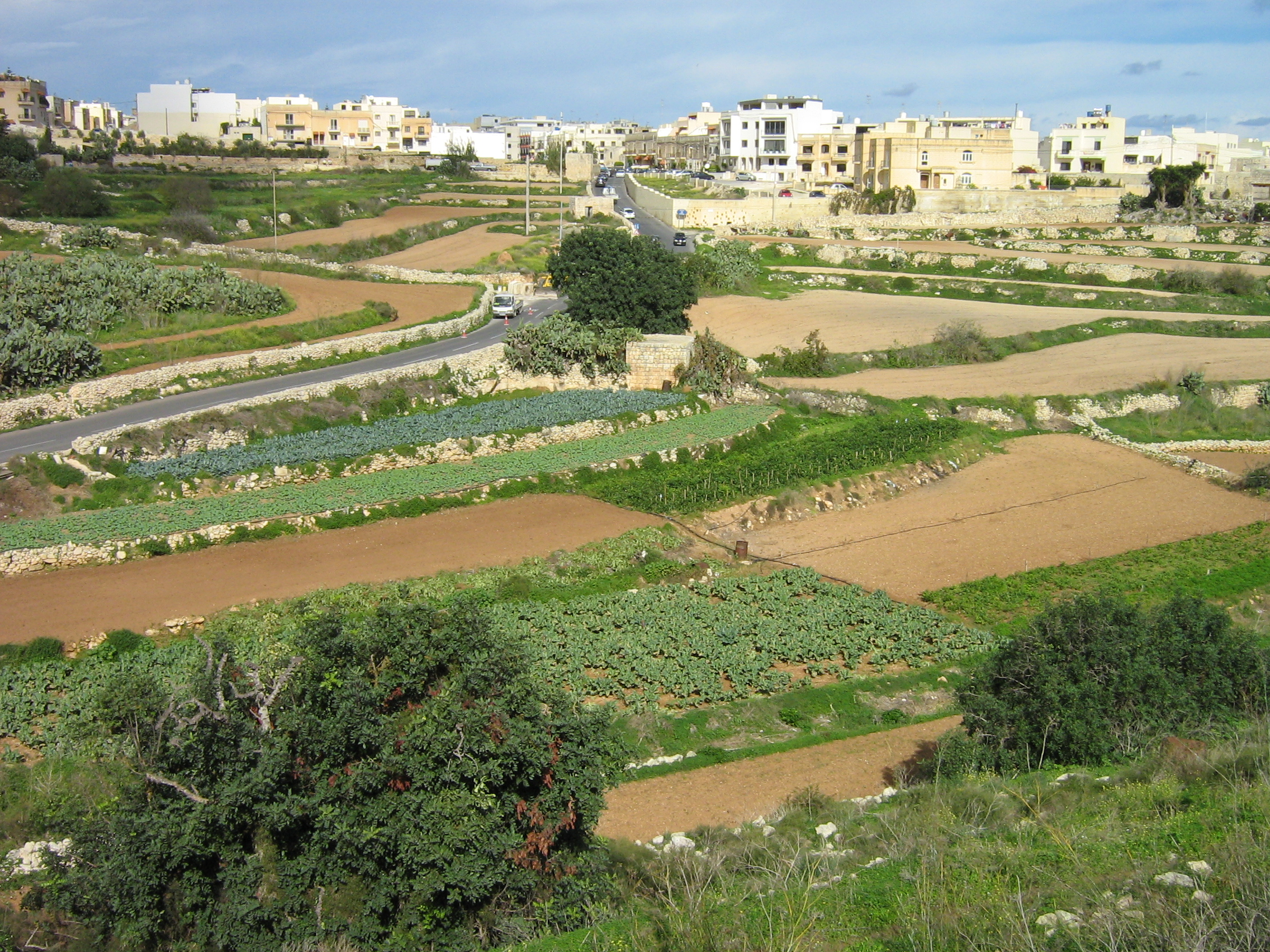
Поля на Мальте

Мальта — индустриальная страна с развитыми промышленностью, торговлей, сферами финансов и услуг.
Важное значение имеет туризм (свыше 1 млн чел. в год, см. Туризм на Мальте), второй после промышленности источник поступления иностранной валюты. 
Ведущие отрасли промышленности — электронная (дает свыше 3/5 стоимости экспорта), текстильная, пищевая (производство фруктовых консервов и соков), табачная, химико-фармацевтическая. Значительный доход приносят судоремонт и судостроение (мальтийские доки — крупнейшие на Средиземном море). 
Сохранились старинные художественные ремесла — чеканка по серебру и золоту, плетение кружев, стеклодувное производство и др.
Сельское хозяйство играет незначительную роль, большинство продовольствия импортируется. Выращивают ранний картофель, овощи, из фруктов — персики, клубнику, виноград, цитрусовые, инжир, оливки и др. 
Железных дорог нет, главным морским портом является Валетта, единственный аэропорт в стране — Международный аэропорт Лука.
На Мальте разрешены азартные игры, благодаря чему там базируется несколько онлайн-казино: Gaming Innovation Group, Unibet и другие.

## Финансовый сектор
Мальта является крупнейшим европейским финансовым центром, сочетающим в себе высокие регулятивные стандарты и строгое соблюдение коммерческих и деловых подходов. В секторе финансовых услуг работает более 6000 человек, который даёт до 12 % ВВП Мальты.

## Внешняя торговля
В 2020 году объём экспорта составил 4,16 млрд долл., а импорт - 12,7 млрд долл. 
Основными статьями экспорта Мальты являются интегральные микросхемы (679 млн долл.), упакованные медикаменты ($500 млн), нефтепродукты ($378 млн), почтовые марки ($267 млн), рыбная продукция ($211 млн). Главные покупатели:  Германия ($496 млн), Франция ($310 млн), Италия ($259 млн), Сингапур ($186 млн), Япония ($180 млн). 
Основными статьями импорта Мальты являются очищенная нефть (3,46 млрд долл.), пассажирские и грузовые суда ($2,52 млрд.), авиационная техника ($754 млн.), малотоннажные суда и лодки ($484 млн.) и интегральные микросхемы (324 млн долл.). 
Импорт идёт, в основном, из Южной Кореи (2,02 млрд долл.), России (2,02 млрд долл.), Италии (1,39 млрд долл.), Китая (1,19 млрд долл.) и Великобритании (572 млн долл.).

## Доходы населения
Минимальный размер оплаты труда на 2023 год составил 835 евро, однако, средняя зарплата составила примерно 2000 €. 
Естественно, высокооплачиваемые специалисты оплачиваются ещё больше: например, квалифицированный врач-хирург, работающий в частной клинике, зарабатывает 3500 € в месяц, а учитель в гос. школе зарабатывает 1500 € в месяц.